# Dammerstock

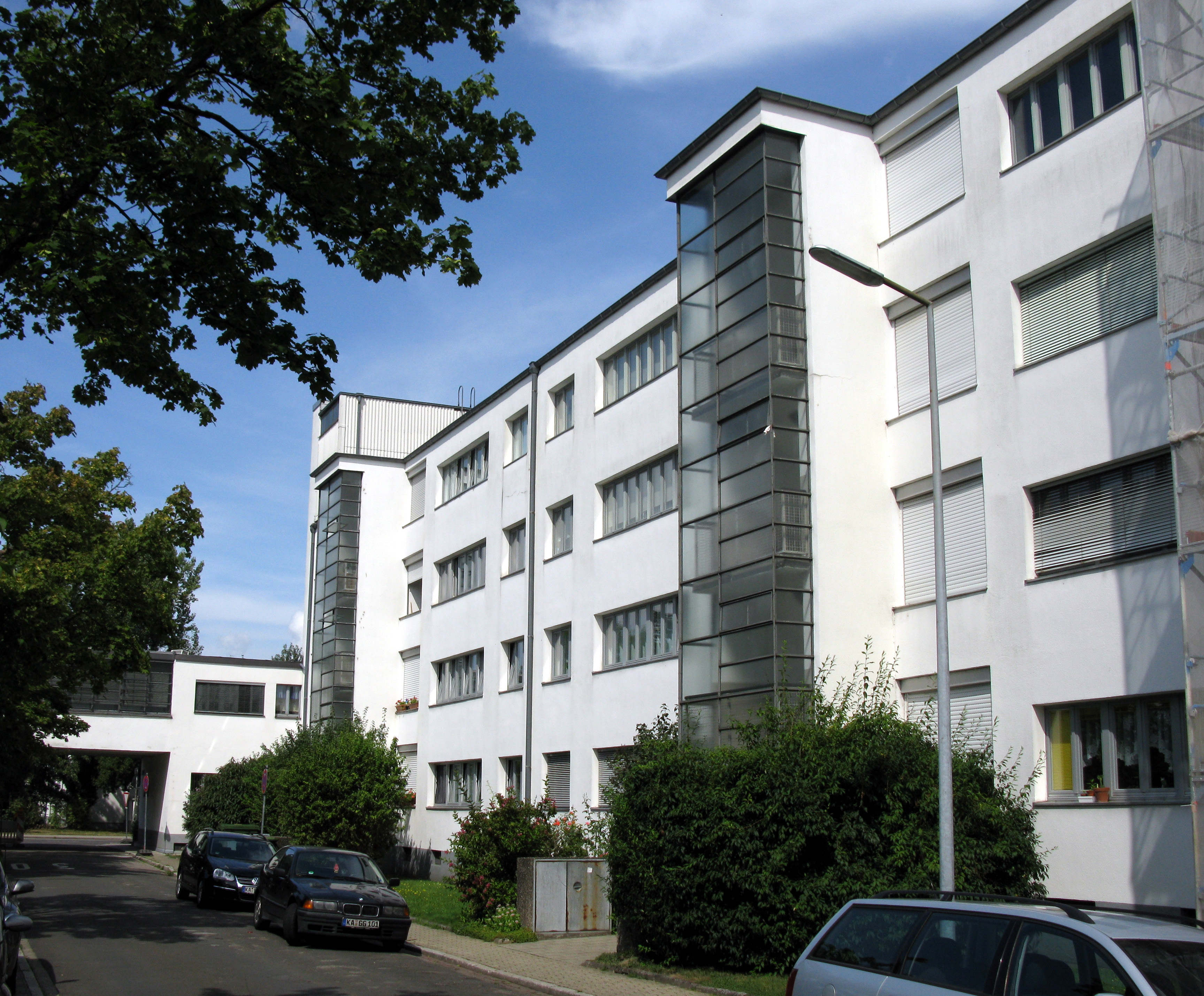
Dammerstock

Dammerstock är ett bostadsområde i stadsdelen Weiherfeld-Dammerstock i Karlsruhe. Området har kommit att bli ett av de viktigaste exemplen på 1920-talets funktionalism i Tyskland (Neues Bauen).
Karlsruhe utlyste 1928 en arkitekttävling för skapandet av ett nytt bostadsområde i södra Karlsruhe. Området skulle främst ha bostäder för personer och familjer ur de lägre inkomstklasserna och medelklassen. Arkitekter som bjöds in till tävlingen var Walter Gropius, Otto Haesler, Wilhelm Riphahn och Klaus Groth. I tävlingsjuryn återfanns arkitekter som Ernst May, Ludwig Mies van der Rohe och Paul Schmitthenner. Gropius mottog förstapriset och ledde arbetet med det inledande området. 